# Kembangan (Sekaran)
Kembangan is een bestuurslaag in het regentschap Lamongan van de provincie Oost-Java, Indonesië. Kembangan telt 872 inwoners (volkstelling 2010).